# Твардовский, Владислав Станиславович
Владисла́в Станисла́вович Твардо́вский (1888 — апрель 1942, Ленинград) — советский книжный график, художник и режиссёр анимационного кино.

## Биография
В 1908—1910 годах учился в Санкт-Петербургском политехническом институте, но оставил его, уехав в Париж для обучения живописи в Академии у Ж.-П. Лоранса.
По возвращении на родину продолжил обучение в Санкт-Петербургской Академии художеств — с 1912 по 1914 год. В 1921 году поступил в Петроградский институт гражданских инженеров. Трудился в самых разных учреждениях, нигде подолгу не останавливаясь.
Начиная с 1924 года сотрудничал с издательством «Радуга», делая иллюстрации к детским книгам. Заинтересовавшись мультипликацией, примкнул к группе Игоря Сорохтина, обосновавшейся на базе Ленинградской студии «Совкино», где и дебютировал в качестве режиссёра и художника фильмом «Винтик-шпинтик» (1927).
В 1933 году из-за ликвидации мультцеха ленинградской фабрики временно оказался не у дел. С 1934 года — художник-мультипликатор на кинофабриках «Лентехфильм» и «Рекламфильм» (с 1940 года — Ленинградская киностудия малых форм).
Погиб в блокадном Ленинграде в апреле 1942 года. Последний адрес художника — набережная реки Фонтанки, д. 58. Место захоронения неизвестно.

## Фильмография
Режиссёр
- 1927 — Винтик-шпинтик
- 1930 — Братишкин соревнуется (не сохранился)[6]
- 1932 — На радиоволне (не сохранился)[7]
- 1934 — Женитьба Яна Кнукке (мультвставка; считается утраченным)

Сценарист
- 1930 — Братишкин соревнуется (не сохранился)

Художник-постановщик
- 1928 — Бузилка / Шептуны (не сохранился)[8]
- 1929 — Бузилка против брака (не сохранился)[9]
- 1930 — Братишкин соревнуется (не сохранился)
- 1932 — На радиоволне (не сохранился)
- 1934 — Женитьба Яна Кнукке (мультвставка; считается утраченным)

Мультипликатор
- 1928 — Комната с мебелью / Меблированные комнаты (не сохранился)[10]
- 1928 — Обиженные буквы / Буквы жалуются наркому (не сохранился)[11]
- 1929 — Неуловимый рабкор (не сохранился)[12]
- 1931 — Происшествие на границе
- 1932 — На радиоволне (не сохранился)
- 1933 — Карбюрация
- 1937 — Первая охота (восстановлен в 2015 году)[13]
- 1938 — Приключение Дёмы

## Судьба киноработ
Большинство картин Твардовского ныне считаются утраченными. В 2015 году на XIX фестивале архивного кино «Белые Столбы» в Госфильмофонде была представлена реконструированная и восстановленная версия фильма «Винтик-шпинтик» (1927).
Отлично смотрелась реконструкция мультипликационного фильма Винтик-шпинтик, до сих пор известного только в неполной версии из Нидерландского музея кино, к тому же лишённой титров. На фестивале впервые была показана редакция, дополненная фрагментами из двух копий, сохранившихся в Национальном киноархиве Чехии, и с восстановлением недостающих надписей — в соответствии с монтажным листом. Восстановление титров и первоначальной монтажной структуры действительно сильно преобразило представление о картине.Георгий Бородин, киновед, c фестиваля архивного кино «Белые столбы» — 2015

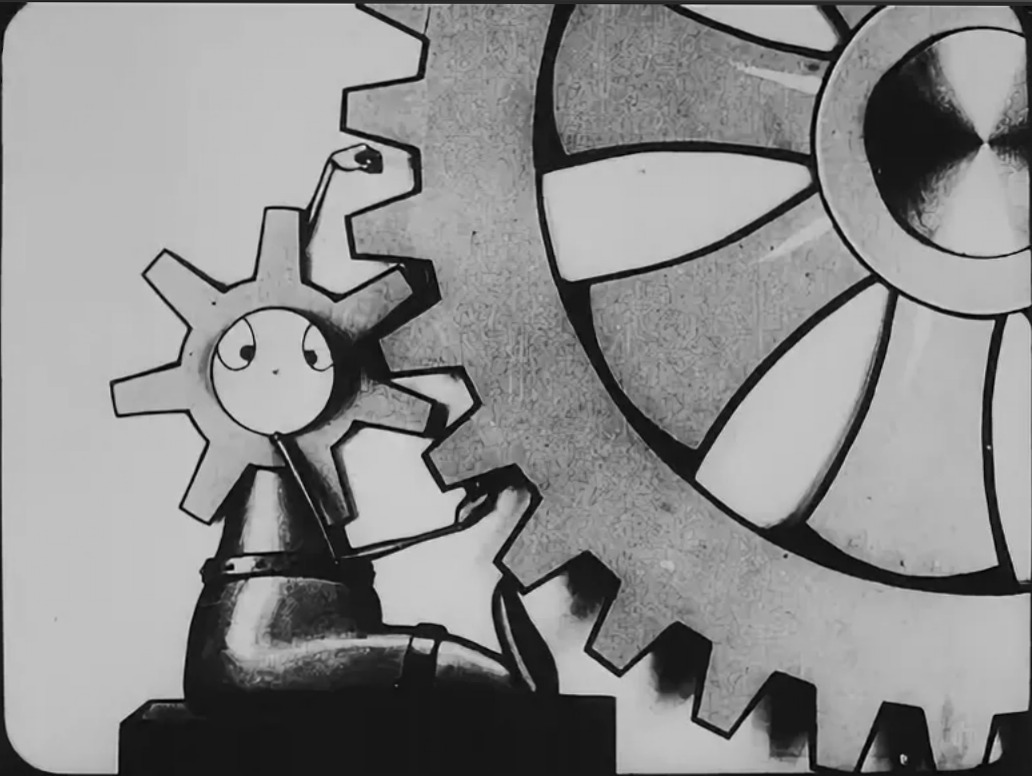
«Винтик-шпинтик»,
кадр из фильма

Несколькими годами раньше неполная версия фильма участвовала в репроспективной программе 22-го «Кинотавра» — «Ленинградское кино как история экранизаций».

## Комментарии
1. ↑  В литературе приводятся разные годы рождения В. С. Твардовского, в книге памяти «Блокада, 1941–1944, Ленинград» — 1889 год[1], здесь даётся согласно Энциклопедии отечественной мультипликации[2].
2. ↑  В литературе о В. С. Твардовском указывают Академию Ж.-П. Лоренса в Париже, что вероятнее всего означает Академию Жюлиана, в которой преподавал Ж.-П. Лоранс[2].
3. ↑  Ликвидация произошла по инициативе директора фабрики М. П. Шнейдермана, считавшего мультипликацию чем-то прикладным и несущественным. В результате мультипликацию покинули Борис Антоновский и Виктор Григорьев[4].